# Veli Brgud
 Veli Brgud  (olaszul: Bergut Grande) falu Horvátországban, a Tengermellék-Hegyvidék megyében. Közigazgatásilag Matuljihoz tartozik.

## Fekvése
Fiume központjától 18 km-re, községközpontjától 8 km-re északnyugatra a Tengermelléken, az Isztria-félsziget északi határán fekszik.

## Története
A településnek 1857-ben 833, 1910-ben 749 lakosa volt. 
2011-ben 481 lakosa volt.

## Lakosság
| Lakosság változása | Lakosság változása | Lakosság változása | Lakosság változása | Lakosság változása | Lakosság változása | Lakosság változása | Lakosság változása | Lakosság változása | Lakosság változása | Lakosság változása | Lakosság változása | Lakosság változása | Lakosság változása | Lakosság változása | Lakosság változása |
| ------------------ | ------------------ | ------------------ | ------------------ | ------------------ | ------------------ | ------------------ | ------------------ | ------------------ | ------------------ | ------------------ | ------------------ | ------------------ | ------------------ | ------------------ | ------------------ |
| 1857               | 1869               | 1880               | 1890               | 1900               | 1910               | 1921               | 1931               | 1948               | 1953               | 1961               | 1971               | 1981               | 1991               | 2001               | 2011               |
| 833                | 645                | 713                | 746                | 754                | 749                | 843                | 682                | 634                | 582                | 566                | 567                | 487                | 468                | 459                | 481                |

## Nevezetességei
- A Szeplőtelen fogantatás tiszteletére szentelt plébániatemploma[4] 1855-ben épült. Egyhajós épület, mely félköríves szentéllyel és a homlokzaton harangtoronnyal rendelkezik. A nyugati oldalon sekrestyét építettek. A templom belsejében kórus található, a hajót és a szentélyt boltozat zárja. A templomban két retabló mellékoltár és a főoltár található. Az épület a település egykori szerkezetének meghatározó vizuális része.
- A Szent Miklós temetőkápolna[5] 16. századi, de később átépítették. A kápolna  Veli Brgud felett a temetőben egy dombon található. Késő gótikus egyhajós épületként építették, hatszögletű apszissal, fából ácsolt tetővel és a homlokzat oromfala feletti harangtoronnyal. Az első nagyobb átépítésre a 18. században került sor, amikor hozzáépítették a déli hajót, a bejárat előtti előcsarnokot és az északi oldalon az apszis melletti sekrestyét. A második jelentős átalakítást a 19. század végén hajtották végre, melyet a főportál 1810-es áthidalóján rögzítettek.